# Aeromarine K-6
Le Aeromarine K-6 est un moteur d'avion construit par l'Aeromarine Plane and Motor Company en 1915. Il s'agit d'un Aeromarine 90hp (en) avec un réducteur de .571. L'ajout du réducteur a permis au moteur de produire plus de puissance en fonctionnant à un régime plus élevé. Ce moteur a atteint sa puissance maximale de 100 hp à 2000 tr/min,,.

## Caractéristiques
- Type : moteur à piston en ligne vertical à 6 cylindres
- Alésage : 4,3125 po (109,54 mm)
- Course : 5,125 po (130,18 mm)
- Cylindrée : 449,16 po³ (7,36 L)
- Poids à sec : 197 kg[2]

### Composants
- Distribution : soupape en tête concentrique
- Système d'alimentation : 2 carburateurs Zenith
- Type de carburant : essence
- Système de refroidissement : eau
- Réducteur : 0,571:1

### Performances
- Puissance : 100 ch (75 kW) nominale à 2 000 tr/min
- Consommation spécifique de carburant : 0,63 lb/(ch⋅h) (0,38 kg/kWh)
- Consommation d'huile : 0,063 lb/(ch⋅h) (0,038 kg/kWh)
- Rapport puissance/poids : 0,23 ch/lb (0,38 kW/kg)